# نيكو رييس
نيكو رييس (بالفرنسية: Nico Ries)‏ هو ضابط لوكسمبورغي، ولد في 30 يوليو 1953 في مدينة لوكسمبورغ في لوكسمبورغ.